# Geometria espacial

Algumas figuras geométricas «sólidas».

Em matemática, geometria espacial é o nome usual para a geometria do espaço tridimensional euclidiano.
A estereometria lida com a medição dos volumes de vários sólidos geométricos ou poliedros (figuras tridimensionais, com latitude, longitude e altitude), incluindo pirâmides, cilindros, cones, troncos de cones, esferas e prismas. Um sólido é limitado por um ou mais planos ou superfícies, assim como as superfícies são limitadas por uma ou mais linhas.

## Tipos de sólidos
- Regulares - são aqueles limitados por vários de um mesmo tipo de polígono regular e com o mesmo número de polígonos incidindo em cada vértice.[nota 1] Existem apenas cinco sólidos regulares: tetraedro, cubo (hexaedro), octaedro, dodecaedro e icosaedro.[4][1]

 Tetraedro regular
 Hexaedro regular
 Octaedro regular
 Dodecaedro regular
 Icosaedro regular
- Irregulares - todos os outros, por exemplo, esfera, cilindro, cone,[nota 2] prisma, paralelepípedo, etc.[1]

Cuboctaedro